# شهرک شهید محسن بنی‌نجار
شهرک شهید محسن بنی‌نجار، روستایی از توابع بخش مرکزی شهرستان گتوند در استان خوزستان ایران است.

## جمعیت
این روستا در دهستان کیارس قرار دارد و براساس سرشماری مرکز آمار ایران در سال ۱۳۸۵، جمعیت آن ۱۱۴ نفر (۲۱خانوار) بوده‌است.